# Cyrtostachys barbata
Cyrtostachys barbata är en enhjärtbladig växtart som beskrevs av Heatubun. Cyrtostachys barbata ingår i släktet Cyrtostachys och familjen Arecaceae. Inga underarter finns listade i Catalogue of Life.